# OR52A5
OR52A5 (англ. Olfactory receptor family 52 subfamily A member 5) – білок, який кодується однойменним геном, розташованим у людей на короткому плечі 11-ї хромосоми. Довжина поліпептидного ланцюга білка становить 316 амінокислот, а молекулярна маса — 35 955.
| 10         |  | 20         |  | 30         |  | 40         |  | 50         |
| ---------- |  | ---------- |  | ---------- |  | ---------- |  | ---------- |
| MPTFNGSVFM |  | PSAFILIGIP |  | GLESVQCWIG |  | IPFSAMYLIG |  | VIGNSLILVI |
| IKYENSLHIP |  | MYIFLAMLAA |  | TDIALNTCIL |  | PKMLGIFWFH |  | LPEISFDACL |
| FQMWLIHSFQ |  | AIESGILLAM |  | ALDRYVAICI |  | PLRHATIFSQ |  | QFLTHIGLGV |
| TLRAAILIIP |  | SLGLIKCCLK |  | HYRTTVISHS |  | YCEHMAIVKL |  | ATEDIRVNKI |
| YGLFVAFAIL |  | GFDIIFITLS |  | YVQIFITVFQ |  | LPQKEARFKA |  | FNTCIAHICV |
| FLQFYLLAFF |  | SFFTHRFGSH |  | IPPYIHILLS |  | NLYLLVPPFL |  | NPIVYGVKTK |
| QIRDHIVKVF |  | FFKKVT     |  |            |  |            |  |            |

A: Аланін

C: Цистеїн

D: Аспарагінова кислота

E: Глутамінова кислота

F: Фенілаланін

G: Гліцин

H: Гістидин

I: Ізолейцин

K: Лізин

L: Лейцин

M: Метіонін

N: Аспарагін

P: Пролін

Q: Глутамін

R: Аргінін

S: Серин

T: Треонін

V: Валін

W: Триптофан

Кодований геном білок за функціями належить до рецепторів, g-білокспряжених рецепторів, білків внутрішньоклітинного сигналінгу. 
Локалізований у клітинній мембрані.